# Ruggero Bernardo I di Castelbon
Ruggero Bernardo I di Castelbon; in catalano Roger Bernat I de Castellbò e in francese Roger-Bernard III de Foix-Castelbon (1310 – Orthez, dopo il 24 marzo 1350) fu Visconte di Castelbon e signore di Moncada, dal 1315, alla sua morte.

## Origine
Ruggero Bernardo, sia secondo Pierre de Guibours, detto Père Anselme de Sainte-Marie o più brevemente Père Anselme, che secondo la Chroniques romanes des comtes de Foix era il figlio maschio secondogenito del conte di Foix, Visconte di Castelbon, Coprincipe di Andorra, Visconte consorte di Béarn e Visconte di Marsan, Gastone I e della moglie, Giovanna d'Artois, che, come ci conferma il Chronicon Guillelmi de Nangiaco, era la figlia di Filippo d'Artois, figlio del conte di Artois, Roberto II e di Bianca di Bretagna, figlia del Duca di Bretagna e conte di Richmond, Giovanni II; la madre di Bianca era Beatrice d'Inghilterra, figlia del re d'Inghilterra, Edoardo III e della moglie, Eleonora di Provenza.
Gastone I di Foix-Béarn, ancora sia secondo Père Anselme, che secondo la Chroniques romanes des comtes de Foix era l'unico figlio maschio del conte di Foix, Visconte di Castelbon, Signore e poi Coprincipe di Andorra e Visconte consorte di Béarn, Ruggero Bernardo III e della moglie, la viscontessa di Béarn, Margherita di Montcada, che era la figlia secondogenita del Visconte di Béarn, Gastone VII e della Contessa di Bigorre e viscontessa di Marsan, Mathe di Matha, figlia di Bosone di Marsan Conte di Bigorre e della prima moglie Petronilla Contessa de Bigorre.

## Biografia
Chiamato, nel 1315, dal nuovo re di Francia Luigi X l'Attaccabrighe per intraprendere una nuova guerra in Fiandra, suo padre, Gastone I, cadde malato nei pressi di Pontoise e morì a 28 anni nell'abbazia di Maubuisson, e fu sepolto nell'Abbazia di Boulbonne; mentre secondo il E floribus chronicorum auctore Bernardo Guidonis, Gastone conte di Foix e Visconte di Bearn (Gasto comes Fuxi et dominus de Bearnio), morì nei pressi di Pontoise (obiit apud Pontisaram) e fu sepolto a Parigi nella chiesa dei frati Predicatori Domenicani (fuitque sepultus Parisius in ecclesia fratrum Prædicatorum), detta anche Convento dei Giacobini de la rue Saint-Jacques; infine la Chroniques romanes des comtes de Foix conferma la morte di Gastone nei pressi di Pontoise e sepoltura a Parigi nella chiesa dei frati Predicatori Domenicani, ma che in seguito la salma fu trasferita nell'Abbazia di Boulbonne.
Per tutti i domini in terra francese gli succedette Gastone II, il figlio primogenito, come da disposizioni del testamento del padre, sotto la tutela della madre, Giovanna d'Artois, mentre la Viscontea di Castelbon ed altri territori aragonesi andarono al secondogenito, Ruggero Bernardo.
Ruggero Bernardo aveva solo cinque anni, per cui venne nominata reggente sua madre Giovanna che esercitò tale carica fino alla sua maggiore età.
Di Ruggero Bernardo non si hanno molte notizie: il 24 marzo 1350, redasse il proprio testamento in cui cita tutti i suoi familiari ancora in vita: la madre, Giovanna, la moglie, Costanza, le due figlie, Margherita e Bianca, il figlio legittimo, Ruggero Bernardo, la nuora ed il nipote, Gastone Febo, conte di Foix, figlio del defunto fratello, Gastone II, già conte di Foix

## Matrimonio e discendenza
Ruggero Bernardo aveva sposato nel 1330 circa Costanza de Luna Signora di Segorbe, Paterna, La Puebla de Vallbona, El Alton Mijares, figlia di Artal de Luna e della moglie, Constanza Pérez de Aragón Signora di Segorbe, e sorella di Lopez, conte di Luna, secondo Père Anselme; Costanza, dopo la morte del marito, fu reggente della viscontea di Castelbon sino alla sua morte (1353).
Ruggero Bernardo da Costanza ebbe tre figli:
- Ruggero Bernardo (1335 circa -24 maggio 1381), Visconte di Castelbon[13];
- Margherita (?-1372), sposata col Visconte di Bas, Conte di Osona e Visconte di Cabrera, Bernardo III[13]
- Bianca (?-?), sposata col Conte di Pallars Sobirà, Ugo Ruggero II[13].

Ruggero Bernardo tuttavia da diverse amanti ebbe altri quattro o cinque figli illegittimi:.

### Fonti primarie
- (LA)  Recueil des historiens des Gaules et de la France. Tome 20.
- (LA)  Recueil des historiens des Gaules et de la France. Tome 21.
- (LA)  Annales Londonienses.
- (FR)  Histoire généalogique et chronologique de la maison royale de France, tomus III.

### Letteratura storiografica
- (CA, FR)  Chroniques romanes des comtes de Foix.